# Ковалёвский лес
Ковалёвский лес — урочище в муниципальном образовании «Город Всеволожск». Располагается на территории Ржевского артиллерийского полигона.

## География
Территория урочища ограничена:
- с севера — левым берегом реки Лубьи
- с юга — автодорогой 41К-064 «Дорога жизни»[2]

## История
Территория Ржевского полигона — правая часть Охтинского поля протяжённостью около 16 километров до Токсовских высот, была выделена морскому ведомству в 1863 году.
По версии организации «Мемориал», Ковалёвский лес — место исполнения смертных приговоров ВЧК времён Гражданской войны. По версии «Мемориала», здесь были расстреляны участники Кронштадтского восстания (1921), 95 осуждённых по «Делу Таганцева», в том числе поэт Николай Гумилёв, а в годы сталинских репрессий сотрудниками НКВД в лесу близ бывшего порохового погреба было расстреляно и захоронено около 4,5 тыс. человек. Существует проект создания Музейно-мемориального комплекса «Ковалёвский лес», посвящённого жертвам репрессий.
Во время Великой Отечественной войны по южной границе Ковалёвского леса проходила Дорога жизни.

## Фото

Изгиб реки Лубьи
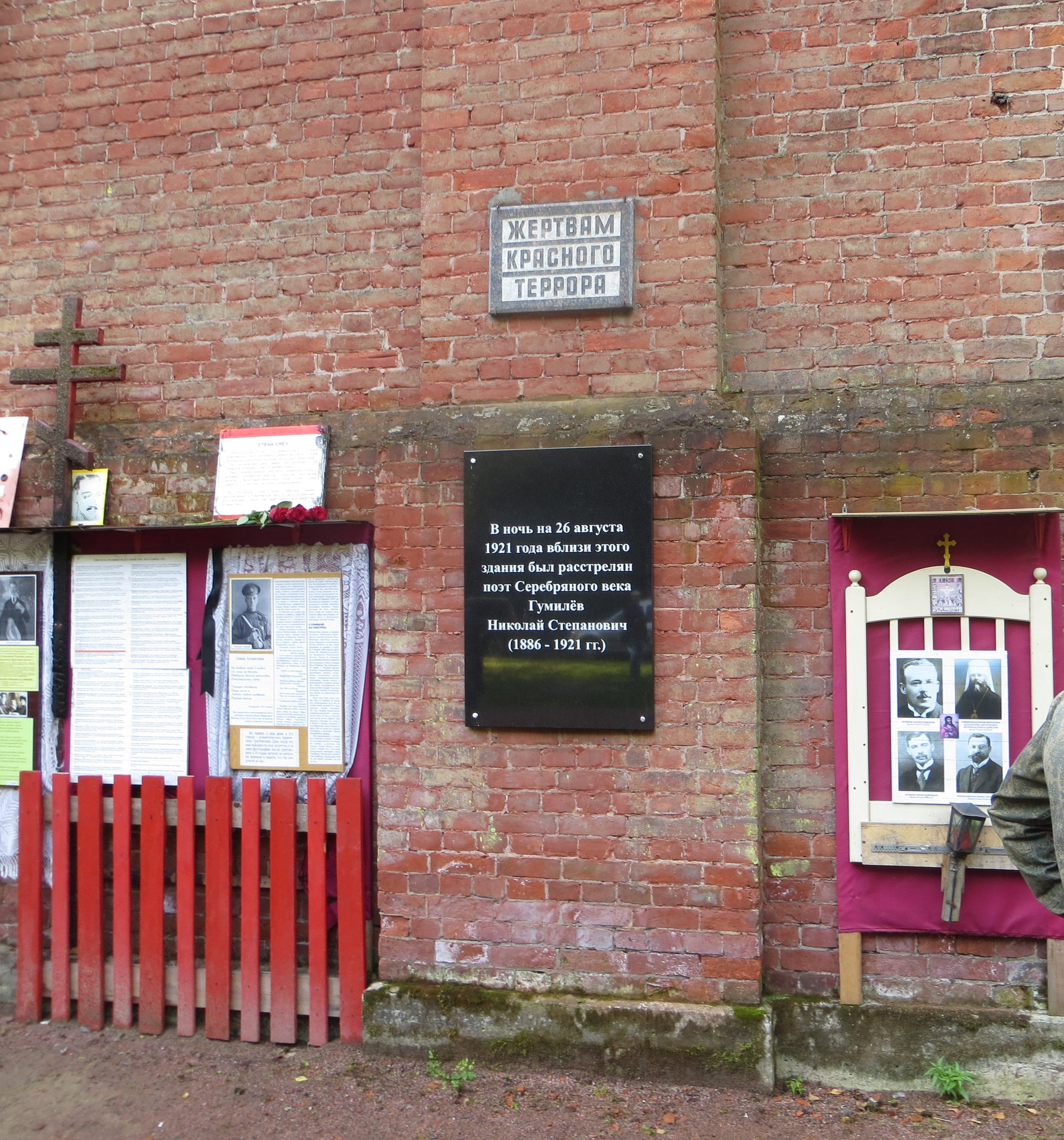
Бывший пороховой погреб